# ブレーデネ・コクサイデ・クラシック
ブレーデネ・コクサイデ・クラシック (西フラマン語: Bredene Koksijde Classic) は、ベルギーのウェスト＝フランデレン州で開催される自転車競技、ロードレースのワンデイレースの一つ。
カテゴリはUCIプロシリーズ。

## 概要
2002年から2010年までは、ドリダーフス・ファン・ウェスト＝フラーンデレンの一部として開催されていたが、主催者の意向により2011年から独立したワンデイレースとして開催されている。
2017年まではUCIヨーロッパツアー1.1カテゴリであったが、2018年から1.HCカテゴリに昇格。2020年にUCIプロシリーズに昇格した。
ブレーデネからスタートし、コクサイデでゴールとなる。
2018年まではゴールがハンザーメに設定されていたため、「ハンザーメ・クラシック」の名称で開催されていたが、2019年からゴールをコクサイデに変更したことに伴い、現行のレース名に変更された。

## 歴代総合優勝者
| 年   | 優勝者                                       |
| ---- | -------------------------------------------- |
| 2002 | ヨハン・ムセウ ( ベルギー)                   |
| 2003 | ジミー・カスペール ( フランス)               |
| 2004 | ヤーン・キルシプー ( エストニア)             |
| 2005 | 未開催                                       |
| 2006 | ロビー・マキュアン ( オーストラリア)         |
| 2007 | ハンス・デッカーズ ( オランダ)               |
| 2008 | ヤウヘン・フタロヴィチュ ( ベラルーシ)       |
| 2009 | ダニーロ・ナポリターノ ( イタリア)           |
| 2010 | ローベルト・ヴァーグナー ( ドイツ)           |
| 2011 | スティーブ・シェッツ ( ベルギー)             |
| 2012 | フランチェスコ・キッキ ( イタリア)           |
| 2013 | ケニー・デハース ( ベルギー)                 |
| 2014 | ルカ・メズゲッツ ( スロベニア)               |
| 2015 | ジャンニ・メールスマン ( ベルギー)           |
| 2016 | エリック・バスカ ( スロバキア)               |
| 2017 | クリストファー・ハルヴォルセン ( ノルウェー) |
| 2018 | アルバロ・ホッジ ( コロンビア)               |
| 2019 | パスカル・アッカーマン ( ドイツ)             |
| 2020 | 新型コロナウイルス感染症の流行の影響で中止   |
| 2021 | ティム・メルリール ( ベルギー)               |
| 2022 | パスカル・アッカーマン ( ドイツ)             |
| 2023 | ヘルベン・テイセン ( ベルギー)               |
| 2024 | ルーカ・モッツァート ( イタリア)             |
| 2025 | エドワード・トゥーンス ( ベルギー)           |